# دايممق
دايممق هي قرية في مقاطعة ورزقان، إيران. عدد سكان هذه القرية هو 52 في سنة 2006.